# Pseudonapomyza asiatica
Pseudonapomyza asiatica är en tvåvingeart som beskrevs av Spencer 1961. Pseudonapomyza asiatica ingår i släktet Pseudonapomyza och familjen minerarflugor. Inga underarter finns listade i Catalogue of Life.